# Caupolicana notabilis
Caupolicana notabilis là một loài Hymenoptera trong họ Colletidae. Loài này được Smith mô tả khoa học năm 1861.